# گوناگونی ساختاری

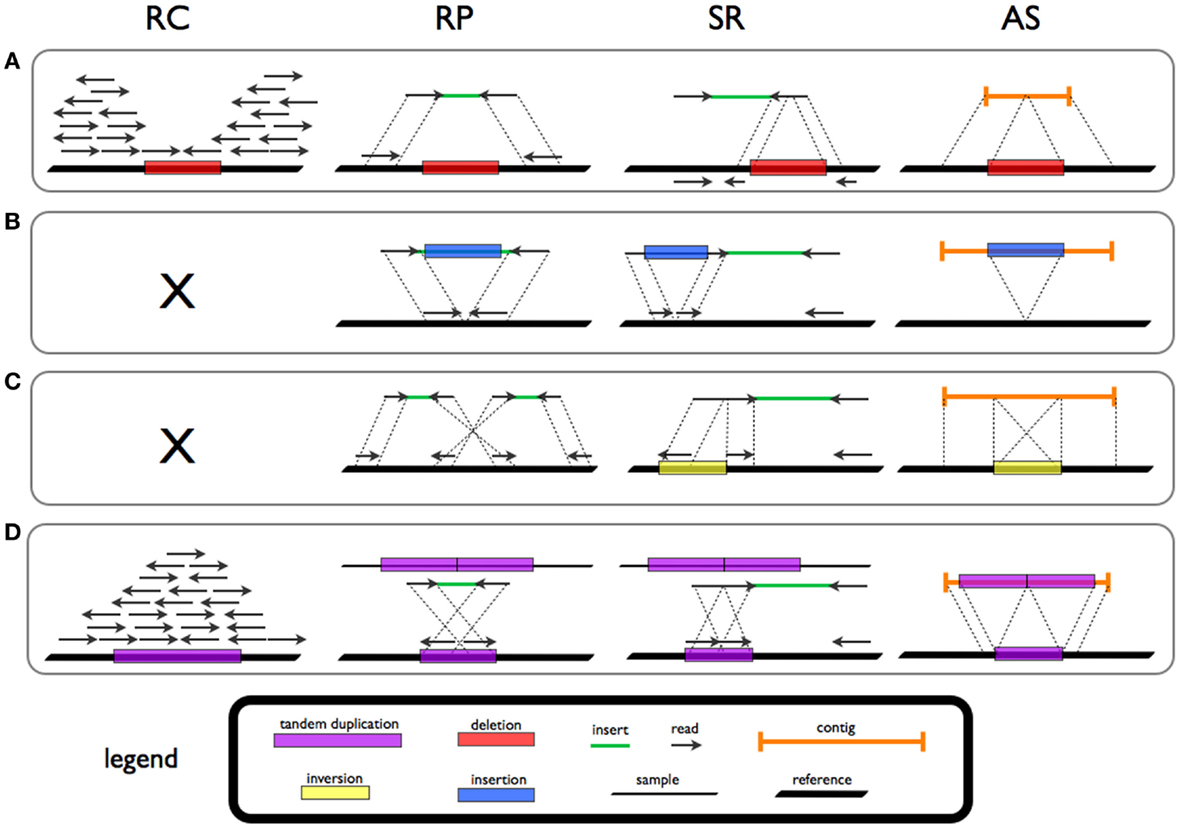
امضاها و الگوهای SVها برای حذف (A)، درج دنباله جدید (B)، وارونگی (C)، و تکرار پشتِ سرهم (D) در تعداد خواندن (RC)، جفت خواندن (RP)، تقسیم خواندن (SR)، و روش‌های گردهم آمدن de novo (AS).

گوناگونی ساختاری ژنومی تغییر در ساختار کروموزوم یک جاندار زنده است. این شامل انواع مختلفی از تنوع در ژنوم یک گونه است و معمولاً انواع میکروسکوپی و زیرمیکروسکوپی را شامل می‌شود، مانند حذف، تکرار، انواع کپی-تعداد، درج‌ها، وارونگی‌ها و جابه‌جایی‌ها. در اصل، یک تغییر ساختار بر طول دنباله‌ای در حدود ۱ کیلو بایت تا ۳ مگابایت تأثیر می‌گذارد که بزرگ‌تر از SNPها و کوچک‌تر از ناهنجاری کروموزومی است (اگرچه تعاریف دارای همپوشانی هستند). با این حال، دامنه عملیاتی انواع ساختاری گسترش یافته‌است و رویدادهای ۵۰ جفت باز را شامل می‌شود. تعریف تنوع ساختاری هیچ دلالتی دربارهٔ فرکانس یا اثرات فنوتیپی ندارد. بسیاری از گونه‌های ساختاری با بیماری‌های ژنتیکی مرتبط هستند، اما بسیاری از آنها چنین نیستند. پژوهش‌های اخیر دربارهٔ SVها نشان می‌دهد که شناسایی SVها از SNPها دشوارتر است. تقریباً ۱۳ درصد از ژنوم انسان به‌عنوان گونه‌ای ساختاری در جمعیت عادی تعریف می‌شود، و حداقل ۲۴۰ ژن به صورت پلی‌مورفیسم‌های حذف هموزیگوت در جمعیت‌های انسانی وجود دارند که نشان می‌دهد این ژن‌ها در انسان غیرقابل استفاده هستند. انباشت سریع شواهد نشان می‌دهد که تغییرهای ساختاری می‌تواند شامل میلیون‌ها نوکلئوتید ناهمگن در هر ژنوم باشد و احتمالاً سهم مهمی در تنوع انسان و حساسیت به بیماری دارد.